# Odissi

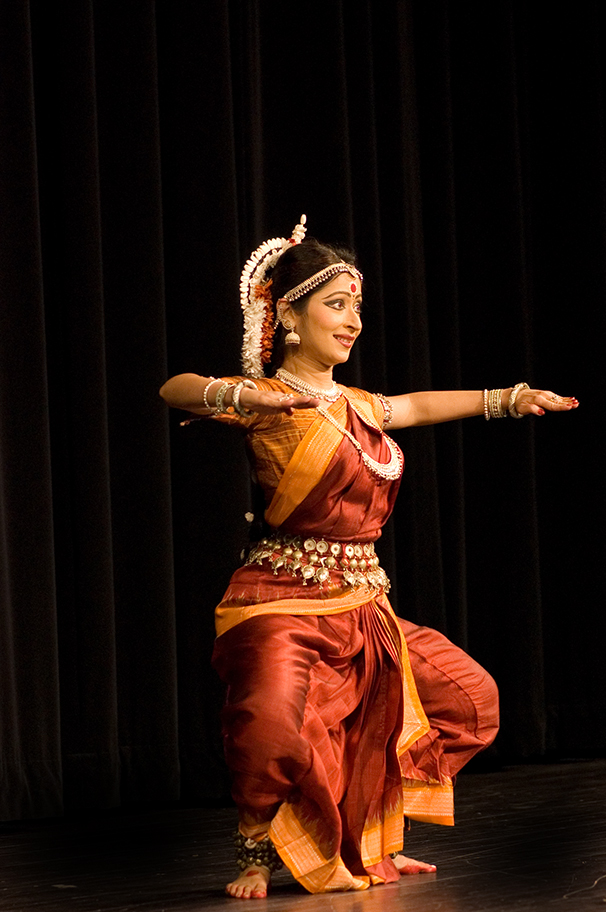
Nandini Ghoshal w tańcu odissi

Odissi – jedna z odmian klasycznego tańca indyjskiego, powstała w stanie Orissa we wschodnich Indiach. Dzieli się na kilka równoległych tradycji. Od innych form tańca hinduskiego odissi odróżnia idea tribhangi, niezależnego ruchu głowy, tułowia i bioder.